# Uraecium extensum
Uraecium extensum är en svampart som först beskrevs av Joseph Charles Arthur, och fick sitt nu gällande namn av George Baker Cummins 1956. Uraecium extensum ingår i släktet Uraecium, ordningen Pucciniales, klassen Pucciniomycetes, divisionen basidiesvampar och riket svampar.   Inga underarter finns listade i Catalogue of Life.